# 遠州七不思議
遠州七不思議（えんしゅうななふしぎ）とは、静岡県の遠州地方に伝わる七つの不思議な物語のこと。
七不思議の組み合わせには諸説あり、100以上の物語がある。
- 夜泣き石（掛川市佐夜鹿、小夜の中山）
- 桜ヶ池の大蛇（御前崎市佐倉）
- 池の平の幻の池（浜松市天竜区水窪町池の平）
- 子生まれ石（牧之原市西萩間、大興寺）
- 三度栗（菊川市三沢）
- 京丸牡丹（浜松市天竜区春野町）
- 波小僧（遠州灘）
- 片葉の葦（菊川市三沢）
- 天狗の火（御前崎市）
- 能満寺のソテツ（吉田町片岡、能満寺）
- 無間の鐘（掛川市東山、粟ヶ岳）
- 柳井戸（浜松市浜名区引佐町井伊谷）
- 晴明塚（掛川市大渕）